# Jardim Guançã
Jardim Guancã é um bairro da cidade de São Paulo, situado mais precisamente na zona norte da cidade, um residencial incrustado entre os bairros Vila Sabrina, Parque Novo Mundo e Jardim Julieta. O bairro está localizado no distrito Vila Medeiros.
Considerado, atualmente, um dos piores bairros da cidade de São Paulo, enfrenta problemas  desde sua formação. Projetado originalmente para ser um bairro de alto nível, teve seus planos mudados, quando em 1982, nos arredores do futuro Jardim Guançã, estava também previsto o Projeto Promorar Fernão Dias. Com o boato, a área foi invadida por residências irregulares. A administração da gestão da então prefeita Luiza Erundina (Partido dos Trabalhadores-SP) veio a oficializar a "necessidade social", implantando guias, sarjetas dessas moradias, causando o "fechamento de ruas e avenidas do bairro" que previa, em sua planta original, uma infraestrutura arquitetônica e paisagística muito interessante. Posteriormente, foi implantado o Terminal de Cargas Fernão Dias o que veio sepultar o plano dos idealizadores de ter um bairro elitizado.
A maioria das construções do bairro são casas em estilo geminado, visualmente majestosas, porém feitas com material de construção pobre e barato, sendo uma reclamação constante dos moradores a falta de privacidade e sossego, pois os ruídos de um imóvel é possível ser ouvido por outro, a dezenas de metros de distância.
A economia ao redor do bairro, era constituída por empresas como Estrela, Biscoitos Duchen, a Philips do Brasil e a fábrica da Rayovac, que foram saindo do bairro, conforme a segurança no bairro diminuía, a cobrança de impostos aumentava, tendo sido substituída nos anos 2000, por ferros-velhos, igrejas pentecostais, bailes funks e bares, em sua maioria irregulares, e sob suspeita de serem fontes de lavagem de dinheiro por parte do crime organizado, não possuindo o bairro, nenhum mercado, farmácia, açougue ou outra fonte de economia mais ortodoxa.  A partir de 2020, o bairro passou a ser assolado por milhares de usuários de pipas, que causam vandalismo, acidentes com linha chilena e cerol.
Em Junho de 2020,  terreno próximo ao Terminal de Cargas da Fernão Dias, pertencente à SP Urbanismo e destinado a construção de 1.580 moradias pela Prefeitura de São Paulo, por meio da PPP da Habitação, foi invadido, e embora houvesse processo para a reintegração de posse, tendo sido inclusive emitida ordens de cumprimento da mesma, a própria prefeitura, requisitou que esses mandados não fossem cumpridos e ainda, que o processo fosse suspenso, sob a alegação que a mesma aguardava decisão do STF sobre a questão da reintegração de posse durante a pandemia de COVID, o que resultou na formação de mais uma comunidade ao redor do Jardim Guançã, fazendo os índices de criminalidade atingirem picos nunca vistos.
O Bairro está sub jurisdição da 1ª Companhia do Quinto Batalhão da Policia Militar do Estado de São Paulo, que recebeu notoriedade em Julho de 2016, por ter ao lado de uma de suas bases, um ponto de prostituição infantil e Junho de 2020, pelo batalhão ao qual faz parte, sofrer cerco e investigação por parte da Corregedoria da Policia Militar do Estado de São Paulo, por suspeita de esquema de propina, tráfico de drogas, roubo de fuzil, tiroteio forjado e até realização de festas, com bebida e drogas, durante horário de trabalho. Ainda guarnece o bairro, o 90º Distrito Policial da Policia Civil, notório por ter, em meados de 2020, quase 600 kg de maconha trocados por tijolos, barro, gesso e cal dentro de delegacia.